# Imogen Heap

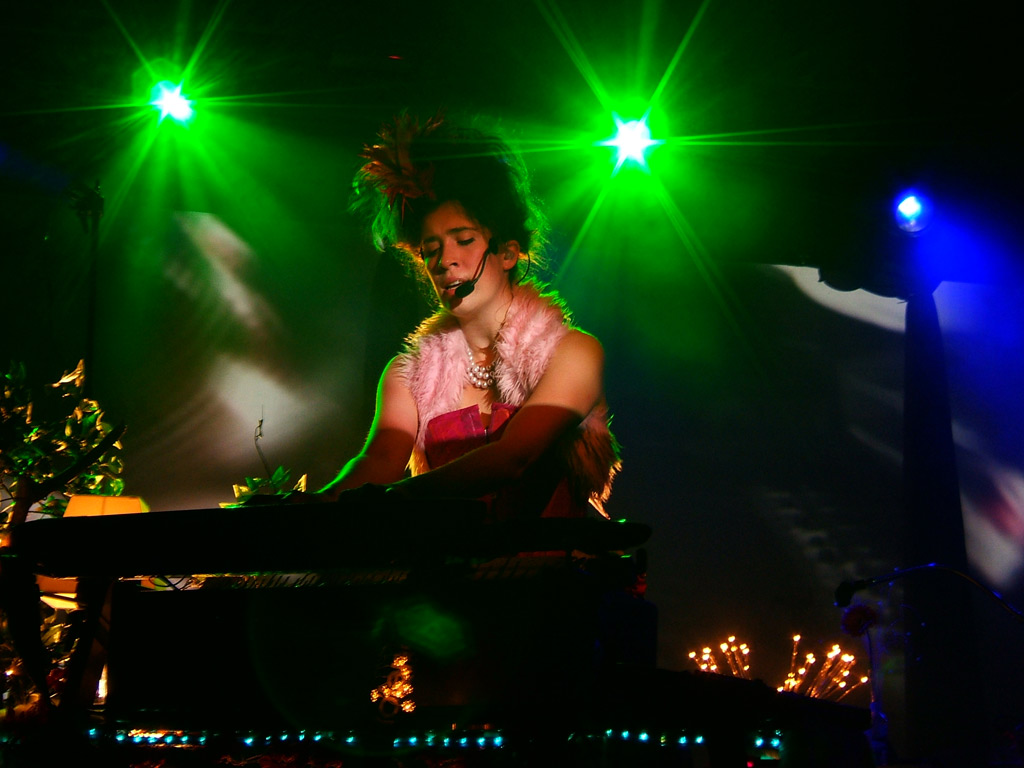
Imogen Heap

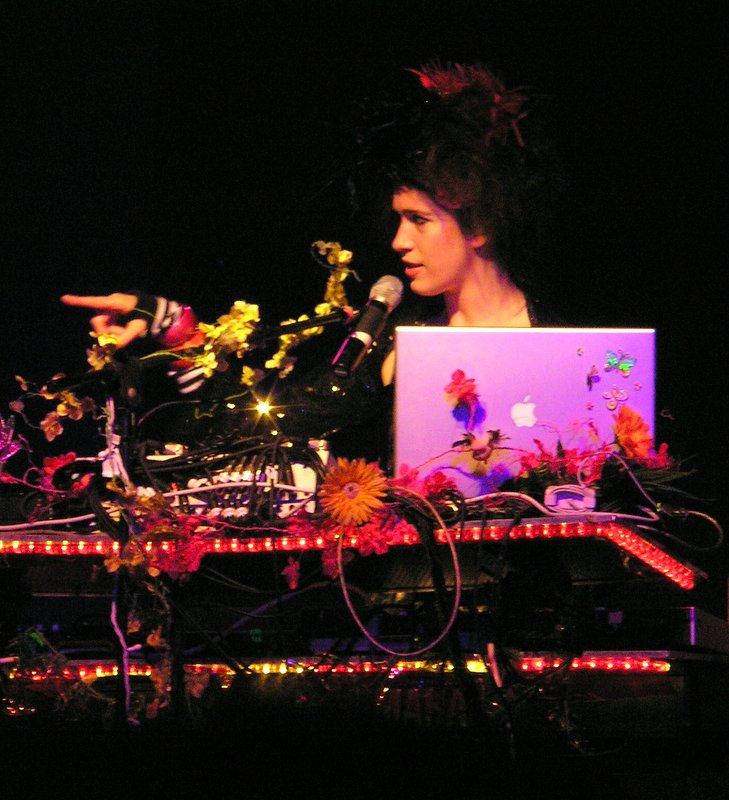
Imogen Heap

Imogen Heap (ur. 9 grudnia 1977 w hrabstwie Essex) – angielska multiinstrumentalistka, piosenkarka, kompozytorka, muzyczka, autorka tekstów, producentka muzyczna. Tworzy i produkuje w gatunkach muzycznych ambient, rock alternatywny, indie rock, pop i electronica. Jest byłą członkinią i wokalistką zespołu muzycznego Frou Frou, jej wspólnego projektu muzycznego z Guyem Sigsworthem.

## Rys biograficzny

### Lata wczesne
Imogen Heap uprawiała muzykę poważną już we wczesnym dzieciństwie, ucząc się gry na szeregu instrumentach, w tym fortepianie (jej pierwszy instrument), wiolonczeli i klarnecie. Później sama nauczyła się gry na gitarze, perkusji i instrumencie zwanym Array Mbira – nowoczesnej modyfikacji afrykańskiego instrumentu mbira. Zaczęła tworzyć piosenki jako 10-latka. Jej matka, arteterapeutka z zawodu, i jej ojciec, sprzedawca materiałów budowlanych, zdecydowali się na separację, kiedy Imogen Heap miała 12 lat. W internacie, do którego ją wysłano, nie było nikogo zainteresowanego muzyką i w dodatku została skłócona z nauczycielem muzyki. W rezultacie, Heap nauczyła się sama stosowania sekwencera, samplingu, technik nagrywania i produkcji muzycznej na komputerach Atari. Następnie uczęszczała do BRIT School of Performing Arts & Technology w londyńskiej dzielnicy Croydon (w której później kształciły się Katie Melua i Amy Winehouse). Podpisała swoją pierwszą umowę na wydanie nagrania dźwiękowego z niezależną wytwórnią Almo Sounds w wieku lat 18. Jej prestiżowy debiut – wykonanie czterech piosenek z akompaniamentem najbliższych przyjaciół, w tym zespołu Acacia, miał miejsce w 1996 w Hyde Parku w Londynie w ramach koncertu Prince’s Trust Concert, pomiędzy występami The Who i Erica Claptona.

### Lata 1998–2001:i MegaphoneiBlanket
Jej debiutancki album, i Megaphone (anagram „Imogen Heap”) został wydany w 1998 na rynku międzynarodowym przez Almo Sounds, otrzymując pochlebne opinie krytyków, którzy porównywali utwory do twórczości PJ Harvey, Kate Bush i Annie Lennox. Płyta zawiera utwory zarówno jej autorstwa i produkcji muzycznej, jak i współtworzone ze znanymi producentami muzycznymi Davidem Kahne, Dave’em Stewartem i Guyem Sigsworthem. Heap odbyła tournée po USA i miastach europejskich. Trzy single zostały wydane komercyjnie w ograniczonym nakładzie w Wielkiej Brytanii: Getting Scared, Shine i Come Here Boy. Piosenka Oh Me, Oh My została udostępniona rozgłośniom radiowym w USA zamiast Shine. Almo Sounds obcięła fundusze na promocję w Wielkiej Brytanii, wyznaczając Heap limit czasowy na przygotowanie nowych utworów na drugą płytę. Następnie powiedziano jej, że nowe utwory nie nadają się na przeboje i pozostawiono ją na łasce losu przez rok. Sytuacja pogorszyła się, kiedy sprzedano firmę Universalowi. Heap została porzucona przez Universal, pozostając bez kontraktu. Dopiero znacznie później, po zdobyciu komercyjnej renomy w ramach projektu Frou Frou z Guyem Sigsworthem i po ukazaniu się jej drugiej płyty solowej, Speak for Yourself, Heap udało się wznowić i Megaphone 14 listopada 2006, na początek nowego tournée USA jesienią 2006.
Podczas okresu kiedy Almo Sounds nie chciało nagrywać jej drugiej płyty, Heap pojawiła się na dwu singlach w Wielkiej Brytanii: Meantime, utworze Guya Sigswortha i Alexandra Nilere’a dla ścieżki dźwiękowej niezależnego filmu brytyjskiego pt. G:MT – Greenwich Mean Time, i Blanket, owocu jej współpracy z zespołem Urban Species, wydanym komercyjnie na dwu płytach kompaktowych, jak i na eponimowym albumie Urban Species. W międzyczasie i Megaphone został wydany na licencji Almo Sounds przez Aozora Records w Japonii w styczniu 2002, dodatkowo zawierając Blanket i remiks w wykonaniu Frou Frou jej utworu Aeroplane. Wideo z Aeroplane ukazało się wyłącznie w mediach japońskich. Wersja japońska albumu miała odrębne opakowanie, szatę graficzną i poprzednio niewydany, ukryty utwór Kidding, nagrany „na żywo” podczas tournée w 1999. Po sprzedaży i likwidacji Almo Sounds wszystkie wersje i Megaphone oprócz japońskiej pozostają trudnymi do zdobycia, nie będąc wznawianymi od 1999. Brazylijska wytwórnia Trama Records ogłosiła, że ma prawa do tego tytułu i zaczęła wznawiać go małym nakładem. Również iTunes umożliwiło zakup tej płyty w sieci w 2006 i od tego czasu jest ono osiągalne również w sklepie na stronie internetowej Heap.

### Lata 2002–2003: Frou Frou
Imogen Heap utrzymała kontakt z Guyem Sigsworthem, współtwórcą i współproducentem Getting Scared z i Megaphone. Początkowo Guy Sigsworth zamierzał złożyć album z utworów jego własnego autorstwa i produkcji, z udziałem wokalistki, twórcy piosenek, poety lub rapera, do wydania przez zespół Frou Frou. W tym samym okresie Sigsworth również miał kłopoty ze swoją wytwórnią płytową i jego zespół muzyczny, Acacia, nie miał poparcia. Według Heap, Sigsworth zaprosił ją do swojego studia muzycznego, aby napisała słowa do nowej melodii, pod jednym warunkiem, że użyje słowa „love” gdziekolwiek. Jej pierwszym natchnieniem był wers „lung of love, leaves me breathless” („płuco miłości, pozostawia mnie bez tchu”), dający początek utworowi Flicks na przyszłym albumie Details. Tydzień później Sigsworth zadzwonił ponownie i razem napisali i nagrali Breathe In. Sytuacja powtarzała się, dopóki niemal pół płyty nie zostało skompletowane. W grudniu 2001 Heap i Sigsworth postanowili stworzyć formalny duet. Jego pierwszy wydany utwór to remiks jej piosenki Airplane pt. Aeroplane.
W sierpniu 2002 wydali album Details i single Breathe In, It’s Good To Be in Love i Must Be Dreaming (ostatnie dwa nie zostały wydane komercyjnie). Ich album – owoc całkowitej współpracy duetu, z Imogen Heap śpiewającą to co napisali i produkowali w studiu razem – zyskał uznanie krytyków, lecz nie zawojował rynku, i w końcu 2003, po intensywnym tournée promocyjnym po Wielkiej Brytanii, Europie i USA, ich wytwórnia płytowa Island Records zapowiedziała, że nie zamierza wydawać ich drugiego albumu. Natomiast, Island Records wyraziła zainteresowanie zakontraktowaniem Imogen Heap jako artystki solowej, czemu odmówiła, nie ufając firmie po jej nieudanych zabiegach z promocją Details. Heap wypowiedziała się na ten temat: „If you had taken a shirt into a dry cleaners and they burned it, would you then go, 'Thanks very much. I’ll bring in my other dry cleaning tomorrow’? You wouldn’t. So I didn’t take the deal.” („Gdybyś zaniósł koszulę do pralni chemicznej i zniszczyliby ją, poszedłbyś wtedy, powiedział: 'Dzięki, przyniosę jutro inne rzeczy do prania’? Nie. Więc nie wzięłam tej propozycji”.)
Heap i Sigsworth pozostali dobrymi przyjaciółmi, współpracując ponownie, w tym podczas tymczasowego odtworzenia zespołu w 2003, w celu wykonania interpretacji słynnego przeboju Bonnie Tyler Holding Out for a Hero, użytego podczas wyświetlania listy płac filmu Shrek 2 (wersja w wykonaniu aktorki Jennifer Saunders występuje w filmie wcześniej). Frou Frou ponownie uzyskało rozgłos, gdy piosenka Let Go została elementem ścieżki dźwiękowej filmów Garden State (2004) i The Holiday (2006).

### Lata 2004–2005:Życie na faliiSpeak for Yourself
W 2003 Heap ogłosiła na swojej stronie internetowej, że zamierza stworzyć drugą płytę solową, używając swojej strony internetowej jako interaktywnego bloga, gdzie fani będą mogli współpracować z nią nad wyborem tekstu dla Daylight Robbery (piosenki, która miała swój początek jako sampling dla reklamy telewizyjnej). Heap wyznaczyła sobie limit czasowy jednego roku, rezerwując sesję masteringu na dokładnie rok później w grudniu 2004. Aby pokryć koszty projektu, dała swoje mieszkanie w zastaw. W ciągu tego roku prototypy piosenek były ujawniane w USA przez stację KCRW, która przedtem promowała płytę jej zespołu Frou Frou. W końcu 2004, z albumem prawie gotowym, Heap ujawniła dwa utwory w sieci, do nabycia przed wydaniem płyty: Just for Now i Goodnight and Go. Ten drugi był użyty jako fragment ścieżki dźwiękowej epizodu z drugiego sezonu amerykańskiego serialu telewizyjnego Życie na fali. Heap powiedziała podczas koncertu w miasteczku uniwersyteckim Lawrence w amerykańskim stanie Kansas, że Just for Now został napisany pierwotnie dla Życia na fali jako połączenie Chanukowo-Bożo-Narodzeniowe pt. Chrismukkah (od ang. nazw świąt „Christmas” i „Hanukkah”), jednak został odrzucony przez producentów programu jako zbyt poważny (ang.: too dark). W kwietniu 2005 w Życiu na fali użyto jeszcze innego utworu Imogen Heap, Hide and Seek, na końcu ostatniego odcinka z drugiego sezonu serialu. Utwór natychmiast pojawił się w sieci m.in. dostępny oprogramowaniem iTunes, stając się przebojem w USA i w Wielkiej Brytanii. (Hide and Seek został później również użyty w reklamie ostatniego epizodu 3. sezonu serialu Zagubieni przez brytyjski kanał telewizyjny Sky One w 2007.) W trzecim sezonie Życia na fali użyto piosenki Imogen Heap Speeding Cars, jak i jej interpretację piosenki Leonarda Cohena pt. Hallelujah. (W ostatnim epizodzie pierwszego sezonu serialu użyto Hallelujah w interpretacji Jeffa Buckleya.)
Mając za sobą złe doświadczenia z wytwórniami płytowymi, Imogen Heap zdecydowała się na wydanie swojej nowej płyty samodzielnie w Wielkiej Brytanii, zakładając w tym celu własną firmę Megaphonic Records. Album pt. Speak for Yourself – kompletnie opracowany przez nią samą od A do Z, łącznie z szatą graficzną – został scharakteryzowany przez autorkę jako „bardziej Madonna niż Guns N’ Roses, bardziej Donnie Darko niż Dirty Dancing... na lewo od centrum, smyczkami elektronicznie posypanymi zaczarowanym pyłem, z harfami i tym podobnymi, ze świetnymi tekstami”. Album ukazał się 18 lipca 2005 w Wielkiej Brytanii jako płyta kompaktowa i w sieci za pośrednictwem iTunes, wchodząc do pierwszej dziesiątki listy przebojów. Pierwszy nakład 10 000 egzemplarzy rozszedł się szybko. Piosenka Hide and Seek, dzięki użyciu w serialu Życie na fali, była nadawana przez BBC Radio 1, gdzie DJ Scott Mills uznał ją za płytę tygodnia, przy dużych różnicach zdań innych DJ-ów tej rozgłośni. Utwór został wydany komercyjnie a cappella w Wielkiej Brytanii jako wydanie ograniczone do 1500 egzemplarzy 7-calowej płyty winylowej, z utworem instrumentalnym Cumulus umieszczonym na odwrocie. Popularność tego utworu spowodowała włączenie go do rozmaitych kompilacji gatunku downtempo, np. The Chillout Session 2006. Pozostałe single z albumu Speak for Yourself to Goodnight And Go i Headlock.
W sierpniu 2006 Heap udzieliła licencji na wydanie Speak for Yourself w USA, Kanadzie i Meksyku wytwórni płytowej RCA Victor, stanowiącej część koncernu Sony BMG. Zgodnie z planem, album został wydany w Ameryce Północnej w listopadzie 2006, debiutując jako nr 144 na liście przebojowych albumów Billboard Top 200. Heap wystąpiła w ramach tournée Hotel Cafe Tour, jak i na własnym mini-tournée promując płytę.
Koncertując, Imogen Heap stanowi jednoosobowy zestaw muzyczny, kontrolując dźwięk klawiaturą laptopa Apple PowerBook, jednocześnie śpiewając, grając na fortepianie lub na Array Mbirze. Przedstawiła drugiego singla z albumu Speak for Yourself, Goodnight and Go, w amerykańskiej telewizji jako gość rywalizujących popularnych programów publicystycznych The Late Show with David Letterman (11 stycznia 2006) i The Tonight Show with Jay Leno. Również zaśpiewała Hide and Seek i Goodnight and Go jako gość programu Last Call With Carson Daly. Po powrocie z USA, gdzie w tym czasie sprzedano 120 000 egzemplarzy albumu Speak for Yourself, wystąpiła przed dwutysięczną widownią w teatrze Shepherd’s Bush Empire w marcu 2006 i przed 3300 widzów w Roundhouse w październiku 2006, w pierwszym koncercie po remoncie tej londyńskiej estrady.

### Lata 2006–2007
Po powrocie do Wielkiej Brytanii Heap również oznajmiła, że album Speak for Youself zostanie wydany w innych krajach i ponownie w Wielkiej Brytanii, tym razem przez nową wytwórnię White Rabbit, część koncernu Sony BMG. W tym układzie, Heap zachowa kontrolę artystyczną, łącznie z zaangażowaniem jej zespołu menadżerskiego z Megaphonic Records, natomiast płyta uzyska promocję dobrze znanego producenta i rozprowadzacza nagrań. Album Speak for Yourself został wydany ponownie w Wielkiej Brytanii 24 kwietnia 2006, a 8 maja 2006 – jego drugi singel, Goodnight And Go (w szacie graficznej autorstwa Ryana Obermeyera, z trójwymiarową fotografią na okładce z zastosowaniem techniki lenticular), i jako 7-calowa płyta winylowa. Piosenka została zremiksowana przez Heap specjalnie dla potrzeb rozgłośni radiowych, zawierając nagrania koncertowe, i została rozpowszechniona z podtytułem Immi’s Radio Mix. Na odwrocie umieszczono nowy utwór Speeding Cars, którego wideo pokazano w kanałach telewizyjnych MTV i VH1 Wielka Brytania w kwietniu 2006. Singel ten dotarł do pozycji nr 56 na oficjalnej liście UK Top 75 Singles. Trochę inna wersja tego wideo dla USA została wydana pod koniec kwietnia 2006. Zarówno Speeding Cars, jak i remiks Immi’s Radio Mix piosenki Goodnight & Go ukazały się w sieci za pośrednictwem oprogramowania iTunes parę dni później, na czas jej występów na Coachella Valley Music and Arts Festival i w telewizji w programie The Tonight Show With Jay Leno.
W sierpniu 2006 Heap zagrała na V Festival, a piosenka Headlock została wytypowana jako trzeci singel ze Speak for Yourself, z datą wydania w Wielkiej Brytanii 16 października 2006, także zremiksowana jako Immi’s Radio Mix, z umieszczeniem na odwrocie (ang.: B-side) nowej piosenki śpiewanej a cappella pt. Mic Check. Jesienią Heap odbyła tournée po Wielkiej Brytanii, przy okazji zorganizowała konkurs w serwisie internetowym MySpace wyłaniający support jej występów. Później odbyła tournée po Kanadzie i USA. Było to jej pierwsze tournée w Ameryce Północnej z udziałem akompaniamentu innych osób, w tym kontrabasu, perkusji, Kid Beyond wykonującym beatbox i Levi Weaver grającym na gitarze. Na przełomie 2006/2007 Imogen Heap nagrała ścieżkę dźwiękową dla filmu dokumentalnego o flamingach w Kenii. W grudniu 2006 Heap ukazała się na okładce czasopisma The Green Room.
7 grudnia 2006 Imogen Heap została dwukrotnie zgłoszona jako kandydatka do nagrody Grammy, w kategoriach: Najlepszy Nowy Artysta i Najlepsza Piosenka dla Filmu, Telewizji lub Innym Mediów Wizualnych za utwór Can’t Take It In. W 2007 amerykański koncern telekomunikacyjny Verizon użył w swojej reklamie instrumentalnej wersji jej piosenki Headlock. Heap oznajmiła, że nie będzie się udzielać publicznie w 2007, w celu rychłego skompletowania ścieżki dźwiękowej dla filmu dokumentalnego Disneya i jej trzeciego albumu solowego.

### Od roku 2008
W sierpniu 2008 roku polska stacja telewizyjna TVN użyła fragmentu piosenki „Just for now” w spocie reklamującym nową, jesienną ramówkę TVN.
Imogen pojawiła się gościnnie na wydanym 19 maja 2009 albumie Kingdom of Welcome Addiction projektu IAMX – zaśpiewała w duecie z Chrisem Cornerem w utworze „My Secret Friend” (Heap jest współautorką tekstu tego utworu oraz wystąpiła w teledysku do niego nakręconym).
24 sierpnia 2009 ukazał się trzeci studyjny album Imogen Heap, zatytułowany Ellipse, promowany (od 10 lipca) singlem „First Train Home”.
21 września 2009 ukazał się kolejny album z gościnnym udziałem Heap: The Boy Who Knew Too Much libańskiego wokalisty o pseudonimie Mika, z którym zaśpiewała piosenkę „By the Time”.
18 sierpnia 2014 ukazał się jej czwarty album studyjny, koncepcyjny Sparks.

## Dyskografia – kariera solowa

### Albumy studyjne
- i Megaphone (1998, wyd. Almo Sounds/Aozora Records)
- Speak for Yourself (2005, wyd. Megaphonic Records/RCA Victor/White Rabbit)
- Ellipse (2009) – 39 miejsce na liście sprzedaży w Wielkiej Brytanii[2]
- Sparks (2014) – 40 miejsce na liście sprzedaży w Wielkiej Brytanii[2]

### Albumy koncertowe
- Live Session (digital download – minialbum dostępny tylko w iTunes) (2005)

### Single
z albumu iMegaphone
- „Getting Scared” (1998)
- „Shine” (1998)
- „Come Here Boy” (1998)
- „Oh Me, Oh My” (1998, tylko jako singel promocyjny)[3]
- „Aeroplane” (2001, tylko jako singel promocyjny)
- „Candlelight” (2002, tylko jako singel promocyjny)[4]

z albumu Speak for Yourself
- „Hide and Seek” (2005)
- „Goodnight and Go” (2006)
singel „Goodnight and Go” zajął 56 miejsce na liście sprzedaży w Wielkiej Brytanii[2]
- „Headlock” (2006)
singel „Blanket” zajął 74 miejsce na liście sprzedaży w Wielkiej Brytanii[2]

z albumu Ellipse
- „First Train Home” (2009, digital download)
- „Canvas” (2009, tylko jako singel promocyjny)[5]

z albumu Sparks
- „Lifeline” (2011, digital download)
- „Propeller Seeds” (2011, digital download)
- „Neglected Space” (2011, digital download)
- „Minds without Fear” (2011, digital download) – wspólnie z Vishal–Shekharem
- „Xizi She Knows” (2012, digital download)
- „You Know Where to Find Me” (2012, digital download)
- „Telemiscommunications” (2013, digital download) – wspólnie z deadmau5[6]
- „Run-Time” (2014, tylko jako singel promocyjny)[7]
- „Entanglement” (2014, tylko jako singel promocyjny)[8]

inne
- „Blanket” (1998/1999) – udział gościnny, singel hip-hopowej grupy Urban Species z albumu Blanket[9]
singel „Blanket” zajął 56 miejsce na liście sprzedaży w Wielkiej Brytanii[2]
- „Meantime” (1999, tylko jako singel promocyjny) – singel Imogen Heap i GMT (właśc. Guy Sigsworth) ze ścieżki dźwiękowej filmu G:MT – Greenwich Mean Time
- „Mare” (2000, wyd. Okular Music) – udział gościnny, singel Michaela Gerbera z albumu Amor Fati[10]
- „Cumulus” (2005, wyd. Megaphonic Records, digital download)[11]
- „Glittering Cloud” (2007, wyd. Warner, tylko jako singel promocyjny)[12] – singel z albumu Plague Songs (różni wykonawcy, wyd. 4AD, 2006)
- „Not Now, But Soon” (2008, digital download) – singel ze ścieżki dźwiękowej serialu Herosi (Heroes)
- „My Secret Friend” (2009) – wspólnie z IAMX, singel z albumu Kingdom of Welcome Addiction projektu IAMX

## Dyskografia – Frou Frou
- Details (2002, wyd. Island Records/MCA/Universal) (Wielka Brytania: nr 128)
- „Breathe In” (singel) (2002, wyd. Island Records/Universal) (Wielka Brytania: nr 44)

## Dyskografia – kompilacje (różni wykonawcy)
- I Still Know What You Did Last Summer Soundtrack – „Getting Scared” – (1998, wyd. Warner Music Group)
- Virtual Sexuality Soundtrack – „Come Here Boy” – (1998, wyd. EMI)
- G:MT: Greenwich Mean Time Soundtrack – „Mean Time” (z GMT) – (1999, wyd. Island Records/Universal)
- Women Talking Dirty Soundtrack – „Getting Scared” – (2001, wyd. Polygram International)
- Garden State Soundtrack – „Let Go” (Frou Frou) – (2004, wyd. Epic/Sony Music)
- Shrek 2 (Original Soundtrack) – „Holding Out For A Hero” (Frou Frou) – (2004, wyd. Universal)
- Music From The O.C. – Mix 4 – „Goodnight And Go” – (2005, wyd. Warner Music Group)
- Music From Six Feet Under: Everything Ends – „I’m A Lonely Little Petunia (In An Onion Patch)” – (2005, wyd. Astralwerks/EMI)
- Just Like Heaven Soundtrack – „Spooky” – (2005, wyd. Sony BMG)
- Music From The O.C. – Mix 5 – „Hide and Seek” – (2005, wyd. Warner Music Group)
- The Chronicles of Narnia: The Lion, the Witch and the Wardrobe Soundtrack – „Can’t Take It In” – (2005, wyd. Disney Records/EMI)
- The Last Kiss Soundtrack – „Hide and Seek” – (2005, wyd. Lakeshore Pictures)
- Plague Songs Various Artists – „Glittering Clouds (Locusts)” – (2006, wyd. 4AD)
- The Holiday Soundtrack – „Let Go” and „Just for Now” – (2006)
- In Search of Surise 6 DJ Tiesto – „Hide And Seek (Tiesto’s In Search Of Sunrise Mix)” 2007